# Hiệp ước Hải quân Washington
Hiệp ước Hải quân Washington, còn được gọi là Hiệp ước Năm cường quốc là một hiệp ước được ký kết vào năm 1922 trong số các quốc gia lớn đã thắng Thế chiến thứ nhất, nhằm ngăn cản một cuộc đua vũ trang bằng cách hạn chế việc xây dựng hải quân. Nó được đàm phán tại Hội nghị Hải quân Washington, được tổ chức tại Washington DC, từ tháng 11 năm 1921 đến tháng 2 năm 1922. Hiệp ước được ký kết bởi chính phủ Anh, Mỹ, Pháp, Ý và Nhật Bản. Nó giới hạn việc chế tạo các thiết giáp hạm, thiết giáp-tuần dương và hàng không mẫu hạm của các bên tham gia. Các loại tàu chiến khác, bao gồm tàu tuần dương, tàu khu trục và tàu ngầm, không bị giới hạn về số lượng nhưng trọng lượng choán nước của mỗi loại tàu bị giới hạn.
Hiệp ước được ký kết vào ngày 6 tháng 2 năm 1922. Các phê chuẩn của hiệp ước đó đã được trao đổi tại Washington vào ngày 17 tháng 8 năm 1923, và nó đã được đăng ký trong Hiệp ước của Hội Quốc Liên vào ngày 16 tháng 4 năm 1924..
Các hội nghị giới hạn về hải quân sau này đã thêm vào những giới hạn của việc chế tạo tàu chiến. Các điều khoản của hiệp ước Washington đã được sửa đổi bởi Hiệp ước Hải quân London năm 1930 và Hiệp ước Hải quân London thứ hai năm 1936. Đến giữa những năm 1930, Nhật Bản và Ý đã từ bỏ hiệp ước trong khi Đức đã từ bỏ Hiệp ước Versailles (Đức, không phải bên tham gia Hiệp ước Hải quân Washington, bị giới hạn lực lượng hải quân của mình trong Hiệp ước Versailles), khiến việc giới hạn trang bị vũ trang ngày càng khó khăn đối với các bên còn lại.

## Bối cảnh
Ngay sau Chiến tranh Thế giới thứ Nhất, Vương quốc Anh nắm giữ hải quân lớn nhất và mạnh nhất thế giới, theo sau là Hoa Kỳ và xa hơn nữa là Nhật Bản, Pháp và Ý. Hạm đội Biển khơi của nước thua cuộc Đức đã bị quân Anh giam giữ. Phe đồng minh có những quan điểm khác nhau về việc phân chia hạm đội Đức, với Pháp và Ý muốn hạm đội Đức chia giữa các cường quốc chiến thắng còn Mỹ và Anh muốn chúng bị phá hủy. Các cuộc đàm phán này đã trở nên vô nghĩa sau khi các thủy thủ đoàn Đức tự đánh chìm hầu hết các tàu của họ. Tin tức về việc đánh chìm gây phẫn nộ bên Pháp và Ý, với Pháp đặc biệt không mấy ấn tượng với những lời giải thích của Anh rằng hạm đội canh chừng của họ đang đi huấn luyện nên không phản ứng kịp vào thời điểm đó. Tuy nhiên, Anh đã cùng các đồng minh của họ lên án các hành động của Đức và không có bằng chứng đáng tin cậy nào cho thấy rằng người Anh đã hỗ trợ hành động của thủy thủ Đức. Hiệp ước Versailles, đã ký ngay sau khi Hạm đội Biển khơi Đức bị đắm chìm, áp đặt các giới hạn nghiêm ngặt về quy mô và số lượng tàu chiến mà chính phủ Đức mới được phép xây dựng và bảo trì.
Tuy Mỹ, Anh, Pháp, Ý và Nhật Bản đã liên minh với nhau trong Thế chiến thứ nhất, nhưng với mối đe dọa của Đức dường như đã tan biến, một cuộc chạy đua vũ trang hải quân giữa các đồng minh cũ dường như có khả năng xảy ra trong vài năm tới. Chính quyền của Tổng thống Woodrow Wilson đã công bố các kế hoạch liên tiếp cho việc mở rộng Hải quân Hoa Kỳ từ năm 1916 đến năm 1919, điều đó sẽ dẫn đến một đội tàu lớn gồm 50 thiết giáp hạm hiện đại..
Để đáp lại, quốc hội Nhật Bản cuối cùng đã cấp phép xây dựng các tàu chiến để tạo cơ hội cho Hải quân Nhật Bản đạt được mục tiêu của chương trình "tám tám", với tám thiết giáp hạm hiện đại và tám thiết giáp-tuần dương. Bên Nhật bắt đầu khởi công bốn thiết giáp hạm và bốn thiết giáp-tuần dương, tất cả lớn hơn và mạnh hơn nhiều so với các lớp trước đó.
Cục ước tính Hải quân Anh năm 1921 đã lên kế hoạch cho bốn thiết giáp hạm và bốn thiết giáp-tuần dương, với bốn thiết giáp hạm khác bắt đầu năm sau.
Cuộc đua vũ trang mới không được công chúng Mỹ hoan nghênh. Quốc hội Hoa Kỳ đã từ chối kế hoạch mở rộng hải quân năm 1919 của Wilson, và giữa chiến dịch bầu cử tổng thống năm 1920, chính trị đã tiếp tục chính sách không can thiệp của thời kỳ tiền chiến, với rất ít sự nhiệt tình để tiếp tục mở rộng hải quân. Anh và Nhật cũng có thể không đủ khả năng tiếp tục xây dựng thiết giáp hạm, với chi phí cắt cổ.
Vào cuối năm 1921, chính phủ Hoa Kỳ đã nhận thức được rằng nước Anh đang lên kế hoạch cho một hội nghị để thảo luận về tình hình chiến lược ở khu vực Thái Bình Dương và Viễn Đông. Để ngăn chặn hội nghị và đáp ứng nhu cầu trong nước cho một hội nghị giải trừ quân bị toàn cầu, chính quyền Harding đã gọi Hội nghị Hải quân Washington trong tháng 11 năm 1921.

## Quá trình đàm phán
Tại phiên họp toàn thể đầu tiên được tổ chức ngày 21 tháng 11 năm 1921, Ngoại trưởng Hoa Kỳ Charles Evans Hughes đã trình bày các đề xuất của quốc gia mình. Hughes đã cung cấp một khởi đầu đầy ấn tượng cho hội nghị bằng cách nói với quyết tâm: "Phương pháp để giải trừ quân bị là giải trừ quân bị".Khẩu hiệu đầy tham vọng đã nhận được sự ủng hộ nhiệt tình của công chúng và có khả năng rút ngắn hội nghị trong khi giúp đảm bảo các đề xuất của ông phần lớn được áp dụng. Sau đó, ông đề xuất những điều sau đây:
- Một đợt mười năm tạm dừng hoặc "kỳ nghỉ" của việc xây dựng các chiến hạm chủ lực (thiết giáp và thiết giáp-tuần dương), bao gồm cả việc đình chỉ ngay lập tức của tất cả các tàu tàu đang được đóng ngay lúc bấy giờ.
- Việc loại bỏ các tàu chủ lực hiện có hoặc đang được lên kế hoạch để cung cấp cho một tỷ lệ 5:5:3:1,75:1,75 khối lượng đối tương ứng với Anh, Hoa Kỳ, Nhật Bản, Pháp và Ý.
- Các giới hạn liên tục của cả trọng tải của tàu chủ lực và trọng tải của các tàu thứ cấp với tỷ lệ 5: 5: 3.

### Tàu chiến chủ lực
Các đề xuất cho tàu chiến chủ lực chủ yếu được chấp nhận bởi phái đoàn Anh, nhưng nó đã gây tranh cãi với công chúng Anh. Nó sẽ không còn có thể cho Anh có đội tàu đầy đủ cho cả Biển Bắc, Địa Trung Hải và Viễn Đông đồng thời. Điều đó gây ra sự phẫn nộ từ các bộ phận trong Hải quân Hoàng gia Anh.
Tuy nhiên, có áp lực rất lớn buộc Vương quốc Anh phải đồng ý. Nguy cơ chiến tranh với Hoa Kỳ ngày càng được coi là lý thuyết, vì có rất ít sự khác biệt về chính sách giữa hai cường quốc gốc Anh. Chi tiêu hải quân cũng không được ưa chuộng ở cả Vương quốc Anh và các quốc gia thuộc địa. Hơn nữa, nước Anh đang thực hiện cắt giảm ngân sách lớn của nó vì cuộc suy thoái sau Thế chiến thứ nhất.
Phái đoàn Nhật Bản thì bị chia rẽ. Học thuyết hải quân Nhật Bản yêu cầu duy trì một hạm đội 70% kích thước của Hoa Kỳ, được cho là mức tối thiểu cần thiết để đánh bại Hoa Kỳ trong bất kỳ cuộc chiến tiếp theo nào. Người Nhật dự tính hai lần giao chiến riêng biệt, trước tiên là với Hạm đội Thái Bình Dương của Hoa Kỳ và sau đó với Hạm đội Đại Tây Dương. Họ tính rằng tỷ lệ 7:5 trong trận chiến đầu tiên sẽ tạo ra một tỷ lệ hơn kém đủ lớn để có thể giành được thắng lợi trong các cuộc giao chiến tiếp theo và tỷ lệ 5:3, hay 60%, là không thể chấp nhận được. Tuy nhiên, người đứng đầu của phái đoàn, Katō Tomosaburō, ưu tiên chấp nhận hơn là một cuộc đua vũ trang với Hoa Kỳ, vì sức mạnh công nghiệp của hai quốc gia sẽ khiến Nhật Bản thua trong một cuộc chạy đua vũ trang và có thể phải chịu một cuộc khủng hoảng kinh tế. Vào thời điểm đầu các cuộc đàm phán, người Nhật chỉ có 55% số lượng tàu chủ lực và 18% GDP mà người Mỹ có.

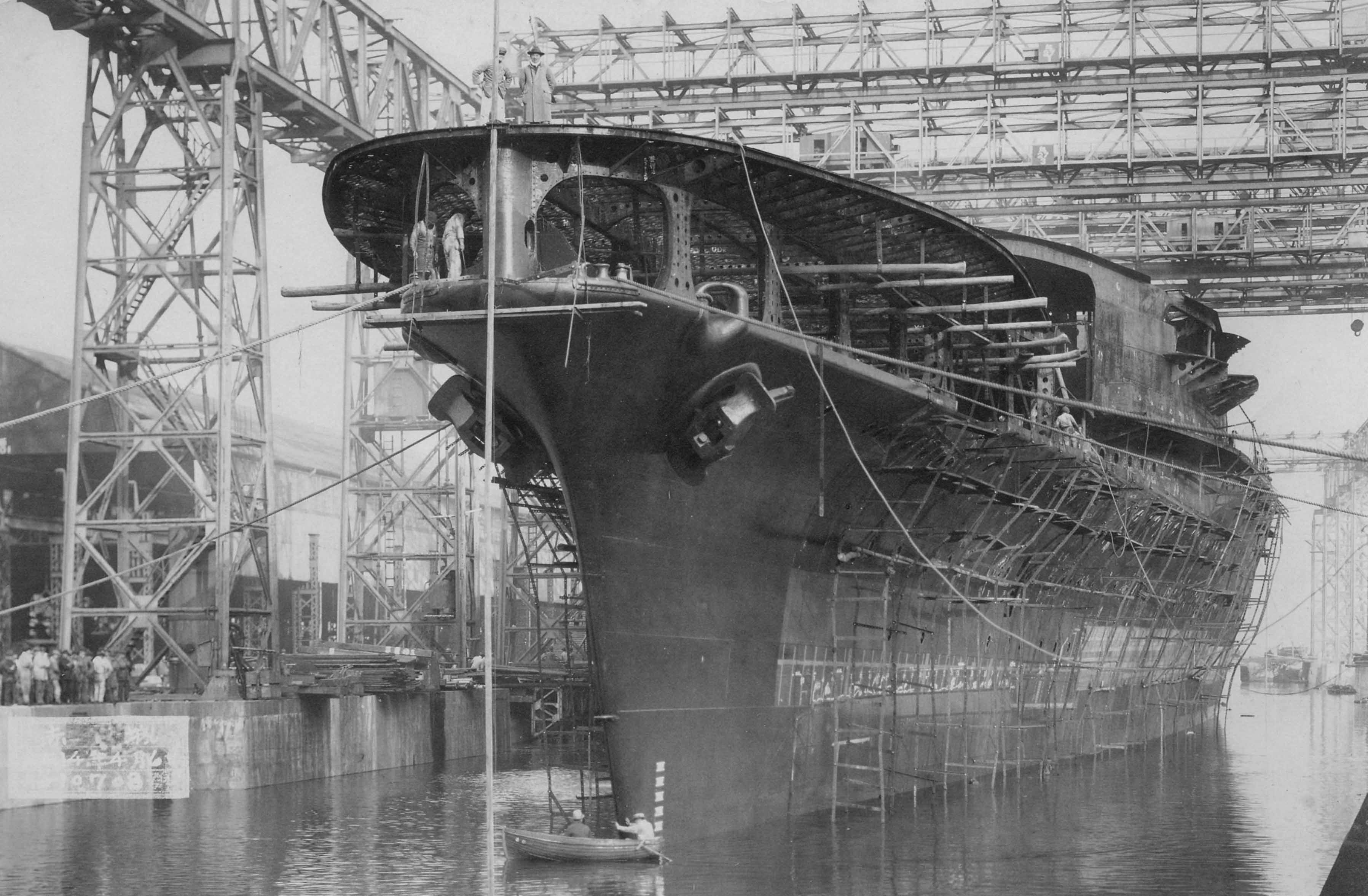
Akagi, (một tàu thiết giáp-tuần dương của Nhật Bản chuyển đổi thành tàu sân bay) được hạ thủy lại vào tháng 4 năm 1925.

Ý kiến của ông bị phản đối mạnh mẽ bởi Katō Kanji, Hiệu trưởng trường Tham mưu Hải quân, người đóng vai trò sĩ quan phụ tá hải quân trưởng của ông trong phái đoàn và đại diện cho quan điểm "hải quân lớn" đang thịnh hành. Quan điểm này cho rằng trong trường hợp chiến tranh, Hoa Kỳ sẽ có thể xây dựng tàu chiến gần như vô hạn nhờ sức mạnh công nghiệp khổng lồ của họ. Cho nên, Nhật Bản cần chuẩn bị kỹ lưỡng nhất có thể cho cuộc xung đột không thể tránh khỏi với Mỹ.
Katō Tomosaburō cuối cùng đã có thể thuyết phục các tư lệnh của Nhật Bản chấp nhận các đề xuất của Hughes, nhưng hiệp ước này là nguyên nhân gây tranh cãi trong hải quân vào những năm sau đó.
Phái đoàn Pháp ban đầu phản ứng tiêu cực với ý tưởng giảm trọng tải tàu chủ lực của họ xuống 175.000 tấn Anh và yêu cầu 350.000 tấn Anh, hơi cao hơn Nhật Bản. Cuối cùng, các nhượng bộ liên quan đến tàu tuần dương và tàu ngầm đã giúp thuyết phục người Pháp đồng ý với giới hạn trên các tàu chủ lực. Một vấn đề khác được các đại diện Pháp coi là quan trọng là yêu cầu của Ý về ngang bằng với Pháp, được coi là vô căn cứ; tuy nhiên, áp lực từ phái đoàn Mỹ và Anh khiến họ phải chấp nhận nó. Đó được coi là một thành công lớn của chính phủ Ý, nhưng sự ngang bằng này trong thực tế không bao giờ đạt được.
Đã có nhiều cuộc thảo luận về việc bao gồm hoặc loại trừ các tàu chiến cụ thể. Đặc biệt, phái đoàn Nhật Bản rất muốn giữ lại thiết giáp hạm mới nhất của họ, Mutsu, được tài trợ bởi sự nhiệt tình của công chúng, bao gồm cả sự đóng góp từ các học sinh. Điều đó dẫn đến các điều khoản cho phép Hoa Kỳ và Anh xây dựng các tàu tương đương. 

### Tuần dương và khu trục

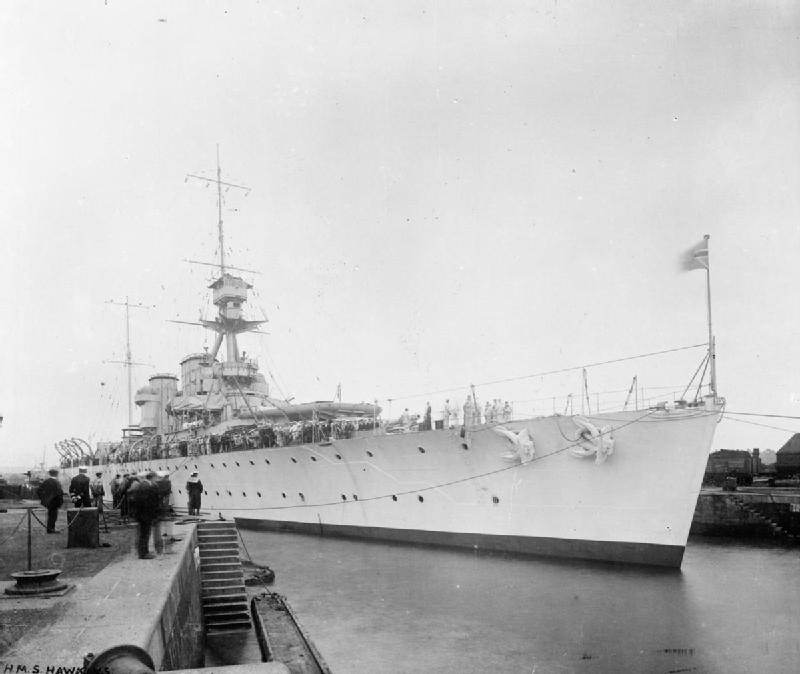
Hawkins, chiếc dẫn đầu của lớp tàu tuần dương Hawkins ở gần bến cảng, có lẽ trong thời kỳ giữa thế chiến.

Hughes đề xuất giới hạn các tàu thứ cấp (tuần dương hạm và khu trục hạm) với cùng tỷ lệ như các kỳ hạm. Tuy nhiên, điều đó không thể chấp nhận được đối với cả Anh và Pháp. Đề xuất đáp trả của Anh, mà trong đó Anh sẽ được hưởng 450.000 tấn Anh tàu tuần dương trong việc xem xét các cam kết hoàng gia của mình nhưng Hoa Kỳ và Nhật Bản chỉ có 300.000 và 250.000 tương ứng, tỏ ra không đồng đều. Do đó, ý tưởng hạn chế tổng trọng tải hoặc số lượng tàu tuần dương đã bị từ chối hoàn toàn.
Thay vào đó, người Anh đề xuất một giới hạn kĩ thuật của việc chế tạo tàu tuần dương trong tương lai. Giới hạn được đề xuất là trọng lượng choán nước tối đa 10.000 tấn Anh và súng cỡ nòng 8-inch, được thiết kế để cho phép người Anh giữ lại lớp Hawkins, lúc đó đang được xây dựng. Điều đó trùng với yêu cầu của Hoa Kỳ đối với các tàu tuần dương cho các hoạt động tại Thái Bình Dương và với các kế hoạch của Nhật cho lớp Furutaka. Đề xuất đã được thông qua với ít ý kiến phản bác.

### Tàu ngầm
Một đòi hỏi lớn của Anh trong các cuộc đàm phán là việc bãi bỏ hoàn toàn tàu ngầm, một vũ khí rất hiệu quả gây cho họ nhiều tổn thất trong cuộc chiến tranh vừa qua. Tuy nhiên, điều đó trở nên không thể, đặc biệt là kết quả của sự phản đối của Pháp; họ yêu cầu phải cho phép ít nhất 90.000 tấn Anh tàu ngầm và vì vậy hội nghị đã kết thúc mà không có thỏa thuận hạn chế tàu ngầm.

### Căn cứ tại Thái Bình Dương
Điều XIX của Hiệp ước cũng cấm Anh, Nhật Bản và Hoa Kỳ xây dựng bất kỳ công trình mới hoặc căn cứ hải quân nào trong khu vực Thái Bình Dương. Các công trình quân sự hiện có tại Singapore, Philippines và Hawaii có thể giữ nguyên. Đó là một chiến thắng quan trọng đối với Nhật Bản, vì những căn cứ Anh hoặc Mỹ mới được củng cố sẽ là một vấn đề nghiêm trọng đối với người Nhật trong trường hợp có bất kỳ cuộc chiến tranh nào trong tương lai. Điều khoản của hiệp ước này về cơ bản đảm bảo rằng Nhật Bản sẽ là cường quốc thống trị ở Tây Thái Bình Dương và là yếu tố quan trọng trong việc đạt được sự chấp nhận của Nhật Bản về các giới hạn về chế tạo tàu chủ lực.

## Điều khoản
| Giới hạn Tổng Trọng tải |                               |                               |
| Quốc gia                | Tàu chủ lực                   | Tàu sân bay                   |
| Đế quốc Anh             | 525,000 tấn Anh (533,400 tấn) | 135,000 tấn Anh (137,160 tấn) |
| Hoa Kỳ                  | 525,000 tấn Anh (533,400 tấn) | 135,000 tấn Anh (137,160 tấn) |
| Đế quốc Nhật            | 315,000 tấn Anh (320,040 tấn) | 81,000 tấn Anh (82,296 tấn)   |
| Pháp                    | 175,000 tấn Anh (177,800 tấn) | 60,000 tấn Anh (60,960 tấn)   |
| Ý                       | 175,000 tấn Anh (177,800 tấn) | 60,000 tấn Anh (60,960 tấn)   |

Hiệp ước đã hạn chế chặt chẽ cả về trọng lượng và việc chế tạo tàu chủ lực và tàu sân bay và bao gồm các giới hạn về kích thước của các tàu cụ thể.
Giới hạn trọng tải được xác định trong Điều IV và VII (theo bảng) cho tỷ lệ sức mạnh xấp xỉ 5:5:3:1,75:1,75 đối với Vương quốc Anh, Hoa Kỳ, Nhật Bản, Ý và Pháp, tương ứng.
Giới hạn kỹ thuật của từng loại tàu như sau:
- Tàu chủ lực (thiết giáp và thiết giáp-tuần dương) bị giới hạn ở 35.000 tấn Anh (35,560 tấn) ở trọng lượng choán nước tiêu chuẩn và các khẩu pháo có cỡ nòng không lớn hơn 16 inch (40,6 cm). (Điều V và VI)
- Các tàu sân bay bị giới hạn ở 27.000 tấn Anh (27,432 tấn) và có thể mang không quá 10 khẩu pháo hạng nặng, có cỡ nòng tối đa 8 inch (20,3 cm). Tuy nhiên, mỗi bên ký được phép sử dụng hai vỏ tàu chủ lực hiện có để cải biến thành tàu sân bay, với giới hạn choán nước là 33.000 tấn Anh (33,528 tấn) cho mỗi tàu loại này (Điều IX và X). Cho mục đích của hiệp ước, một tàu sân bay được định nghĩa là một tàu chiến có trọng lượng choán nước hơn 10.000 tấn Anh (10,160 tấn) được chế tạo dành riêng cho việc phóng và hạ cánh máy bay. Do đó, các tàu sân bay nhẹ hơn 10.000 tấn Anh không được tính vào giới hạn trọng tải (Điều XX, phần 4). Hơn nữa, tất cả các tàu sân bay hiện có đang phục vụ hoặc đang đóng (Argus, Furious, Langley và Hosho) đều được coi là tàu thử nghiệm và không được tính vào tổng trọng tải (Điều VIII).
- Tất cả các tàu chiến khác bị giới hạn ở mức tối đa là 10.000 tấn Anh và cỡ nòng súng tối đa là 8 inch (20,3 cm) (Điều XI và XII).

Hiệp ước cũng nêu rõ trong Chương II các tàu cụ thể được giữ lại bởi mỗi hải quân, bao gồm cả hạn mức cho phép Hoa Kỳ hoàn thành thêm hai tàu lớp Colorado và Anh hoàn thành hai tàu mới trong giới hạn của hiệp ước để bù lại việc chiếc Mutsu được giữ lại cho Nhật.
Chương II, phần 2, ghi chi tiết những gì cần được thực hiện để vô hiệu hóa một con tàu sử dụng vào mục đích tác chiến. Ngoài việc đánh chìm hoặc tháo dỡ, một số lượng tàu hạn chế có thể được chuyển đổi thành tàu mục tiêu hoặc tàu huấn luyện nếu vũ khí, giáp và các bộ phận chiến đấu cần thiết khác của chúng bị loại bỏ hoàn toàn. Một số cũng có thể được chuyển đổi thành tàu sân bay.
Phần 3, Mục II quy định các tàu sẽ bị loại bỏ để tuân theo hiệp ước và khi nào các tàu còn lại có thể được thay thế. Tổng cộng, Hoa Kỳ đã phải loại bỏ 30 tàu chủ lực hiện có hoặc dự kiến, Anh bỏ 23 và Nhật Bản bỏ 17.

## Ảnh hưởng

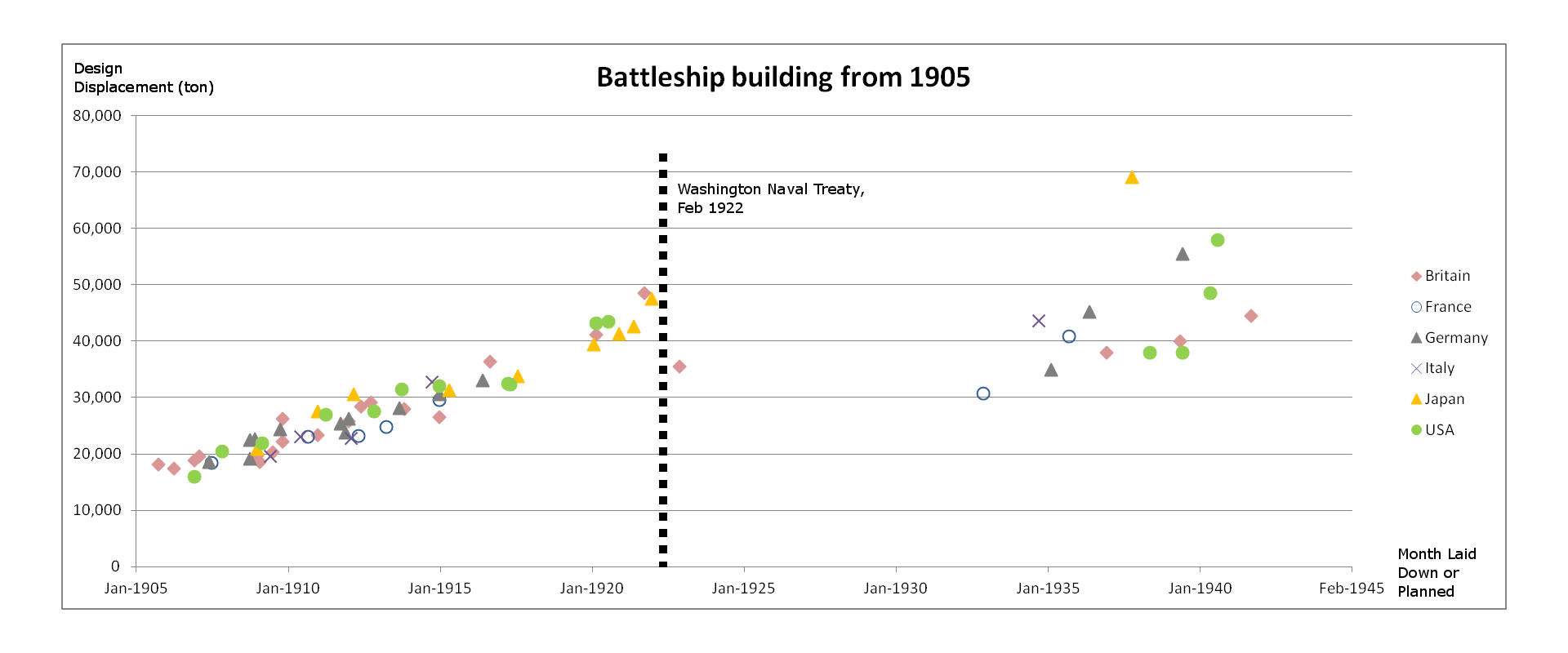
Hiệp ước đã kìm hãm xu hướng tiếp tục tăng kích cỡ thiết giáp hạm và tạm dừng việc đóng tàu mới trong hơn một thập kỷ.

Hiệp ước đánh dấu sự kết thúc của một thời gian dài tăng cường xây dựng thiết giáp hạm. Nhiều tàu lúc đó đang được xây dựng đã bị loại bỏ hoặc chuyển đổi thành tàu sân bay. Các giới hạn của hiệp ước được tôn trọng và sau đó được mở rộng bởi Hiệp ước Hải quân London năm 1930. Mãi cho đến giữa thập niên 1930, hải quân mới bắt đầu chế tạo các thiết giáp hạm một lần nữa, và sức mạnh và kích cỡ của các thiết giáp hạm mới bắt đầu tăng. Hiệp ước Hải quân Luân Đôn lần thứ hai của năm 1936 đã tìm cách gia hạn các Hiệp định Washington cho đến năm 1942 nhưng sự thiếu vắng của Nhật Bản và Ý làm nó trở nên vô nghĩa.
Nó có ít ảnh hưởng hơn đến việc xây dựng tàu tuần dương. Trong khi hiệp ước quy định 10.000 tấn Anh và súng 8-inch là kích thước tối đa của tàu tuần dương, đó cũng là tàu tuần dương kích thước tối thiểu mà bất kỳ hải quân nào sẵn sàng chế tạo. Hiệp ước đã bắt đầu một cuộc chạy đua xây dựng các tàu "tuần dương hiệp ước" súng 8-inch, 10.000 tấn Anh, tạo ra thêm nhiều mối lo lắng. Các hiệp định hải quân tiếp theo tìm cách giải quyết vấn đề này, bằng cách hạn chế tàu tuần dương, tàu khu trục và trọng tải tàu ngầm. 
Các ảnh hưởng không chính thức của hiệp ước bao gồm sự kết thúc của Liên minh Anh-Nhật. Nó không phải là một phần của Hiệp ước Washington dưới bất kỳ hình thức nào, nhưng các nhà đàm phán Mỹ đã nói rõ rằng họ sẽ không đồng ý với hiệp ước trừ khi Anh kết thúc liên minh với người Nhật. 

## Lên án và bãi bỏ của bên Nhật

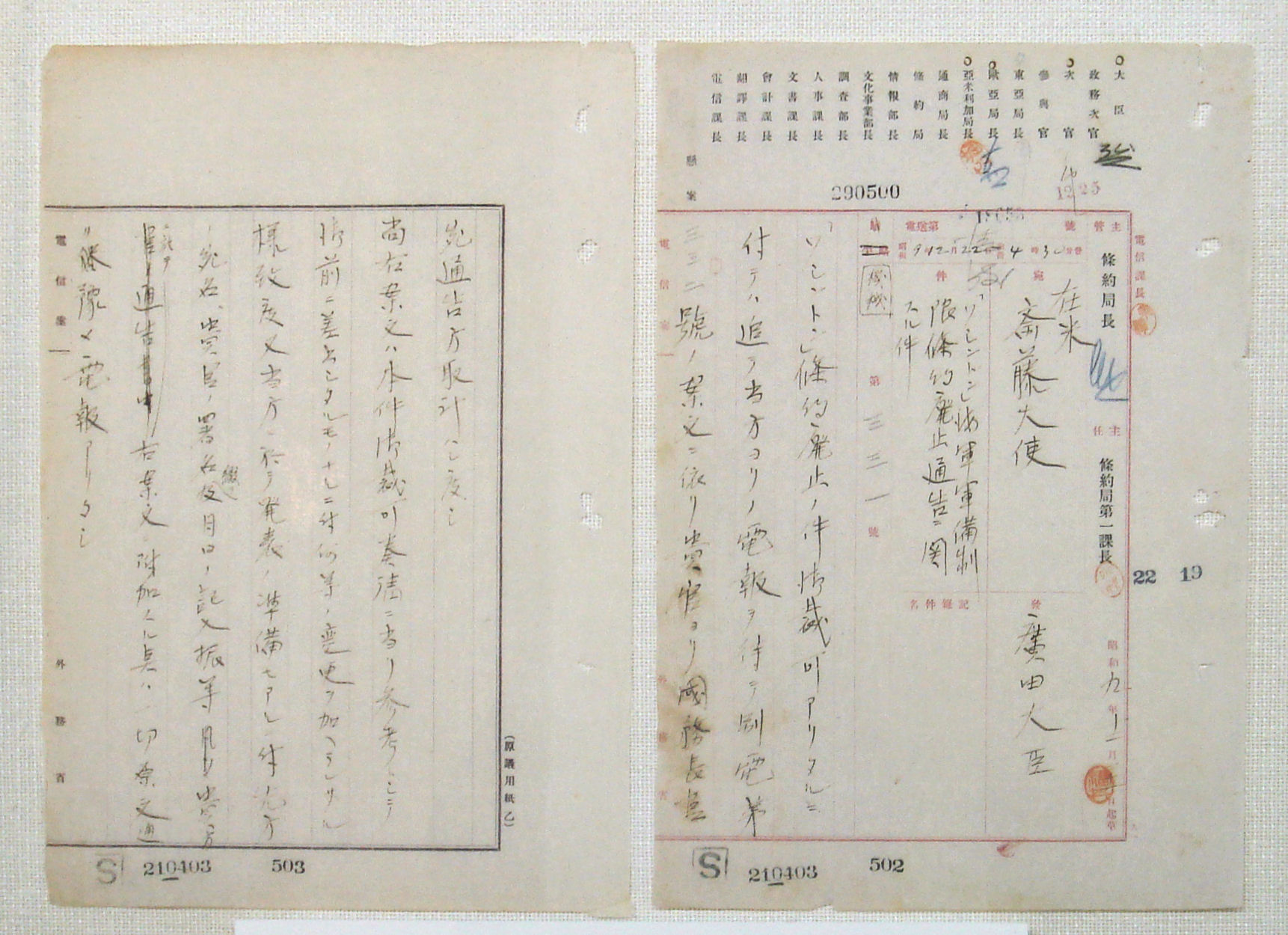
Nhật Bản bãi bỏ Hiệp ước Hải quân Washington, ngày 29 tháng 12 năm 1934.

Hiệp ước hải quân có ảnh hưởng sâu sắc đến bên Nhật. Với sức mạnh công nghiệp áp đảo của Mỹ và Anh, một cuộc chiến tranh lâu dài có thể sẽ kết thúc với thất bại của Nhật Bản. Do đó, đạt được sự cân bằng ở mức chiến lược có thể phá sản nước Nhật.
Nhiều người Nhật Bản coi tỷ lệ 5:5:3 như một cách khác để bị Tây phương chơi xỏ, mặc dù có thể lập luận rằng người Nhật có lực lượng tập trung lớn hơn Hải quân Hoa Kỳ hoặc Hải quân Hoàng gia Anh. Nó cũng góp phần gây tranh cãi ở cấp cao của Hải quân Đế quốc Nhật Bản giữa các sĩ quan phe Hiệp ước và các đối thủ phe Hạm đội liên minh với những người theo chủ nghĩa dân tộc cực đoan của Lục quân Nhật và các bộ phận khác của chính phủ Nhật. Đối với phe Hiệp ước, hiệp ước là một trong những yếu tố góp phần vào sự căng thẳng trong mối quan hệ giữa Hoa Kỳ và chính phủ Nhật Bản. Một số người cũng lập luận rằng hiệp ước là một nhân tố chính thúc đẩy sự bành trướng của Nhật Bản bởi phe Hạm đội trong những năm đầu thập niên 1930. Nhận thức về sự bất công dẫn đến việc Nhật Bản từ bỏ Hiệp ước Hải quân Luân Đôn lần thứ hai vào năm 1936.

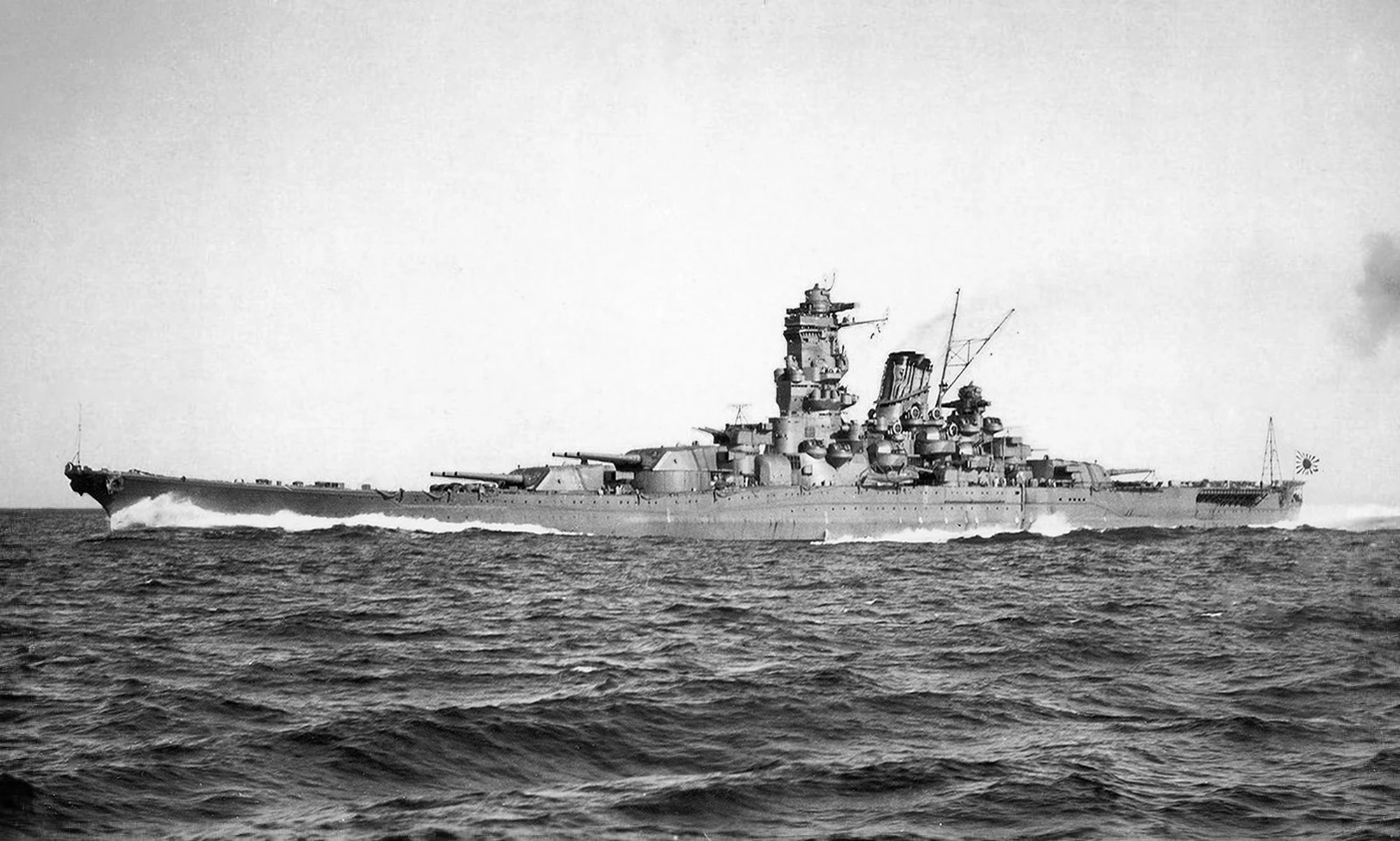
Yamato đang chạy các thử nghiệm trên biển, tháng 10 năm 1941. Nó có trọng tải 72.800 tấn ở mức tải đầy.

Yamamoto Isoroku, người sau này đã lập kế hoạch tấn công Trân Châu Cảng, lập luận rằng Nhật Bản nên làm theo hiệp ước. Ý kiến của ông phức tạp hơn, ông tin rằng Hoa Kỳ có thể sản xuất hơn Nhật Bản với một yếu tố lớn hơn tỷ lệ 5:3 vì lợi thế sản xuất lớn của Hoa Kỳ mà ông biết rõ nhờ khi ông phục vụ trong vai trò Tùy viên Hải quân Nhật Bản tại Washington. Sau khi ký kết hiệp ước, ông nhận xét, "Bất cứ ai đã nhìn thấy các nhà máy ô tô ở Detroit và các mỏ dầu ở Texas biết rằng Nhật Bản thiếu sức mạnh cho một cuộc đua hải quân với Mỹ." Sau đó, ông nói thêm, "Tỷ lệ này cơ hội rất tốt cho Nhật Bản - nó là một hiệp ước để hạn chế các bên khác." Ông tin rằng các phương pháp khác hơn là một đợt xây dựng cấp tốc sẽ là cần thiết để cân bằng khả năng chiến thắng. Điều này có thể đã góp phần vào sự ủng hộ của ông vào kế hoạch tấn công Trân Châu Cảng.
Vào ngày 29 tháng 12 năm 1934, chính phủ Nhật Bản đã thông báo chính thức rằng họ có ý định chấm dứt hiệp ước. Các điều khoản của nó vẫn có hiệu lực chính thức cho đến cuối năm 1936 nhưng sẽ không được gia hạn.

## Ảnh hưởng của các hoạt động gián điệp
Một điều không biết với các bên tham gia Hội nghị là Phòng đen (Black Chamber) của Mỹ (Cục Mật mã, một văn phòng tình báo Mỹ), do Herbert Yardley chỉ huy, đang theo dõi thông tin liên lạc của các phái đoàn với thủ đô của họ. Đặc biệt, thông tin liên lạc của Nhật Bản đã được giải mã hoàn toàn, và các nhà đàm phán Mỹ đã có thể đạt được thỏa thuận tối thiểu tuyệt đối mà người Nhật đã chỉ ra họ sẽ chấp nhận. 
Vì hiệp ước không được ưa chuộng bởi đa số các sĩ quan Hải quân Nhật và các nhóm dân tộc cực đoan, vốn đang ngày càng trở nên chủ động và quan trọng, điều khoản mà chính phủ Nhật chấp nhận là nguyên nhân gây nhiều nghi ngờ và buộc tội giữa các chính trị gia Nhật Bản và các sĩ quan hải quân.